# The Summoning (videogioco)
The Summoning è un videogioco di ruolo del 1992 sviluppato da Event Horizon Software e pubblicato da Strategic Simulations.
Nel 2023 il gioco è stato distribuito tramite Steam e GOG.com.

## Accoglienza
The Summoning è considerato tra i migliori giochi di ruolo del 1993 dalla rivista Computer Gaming World, a pari merito con Veil of Darkness.